# 庄内川

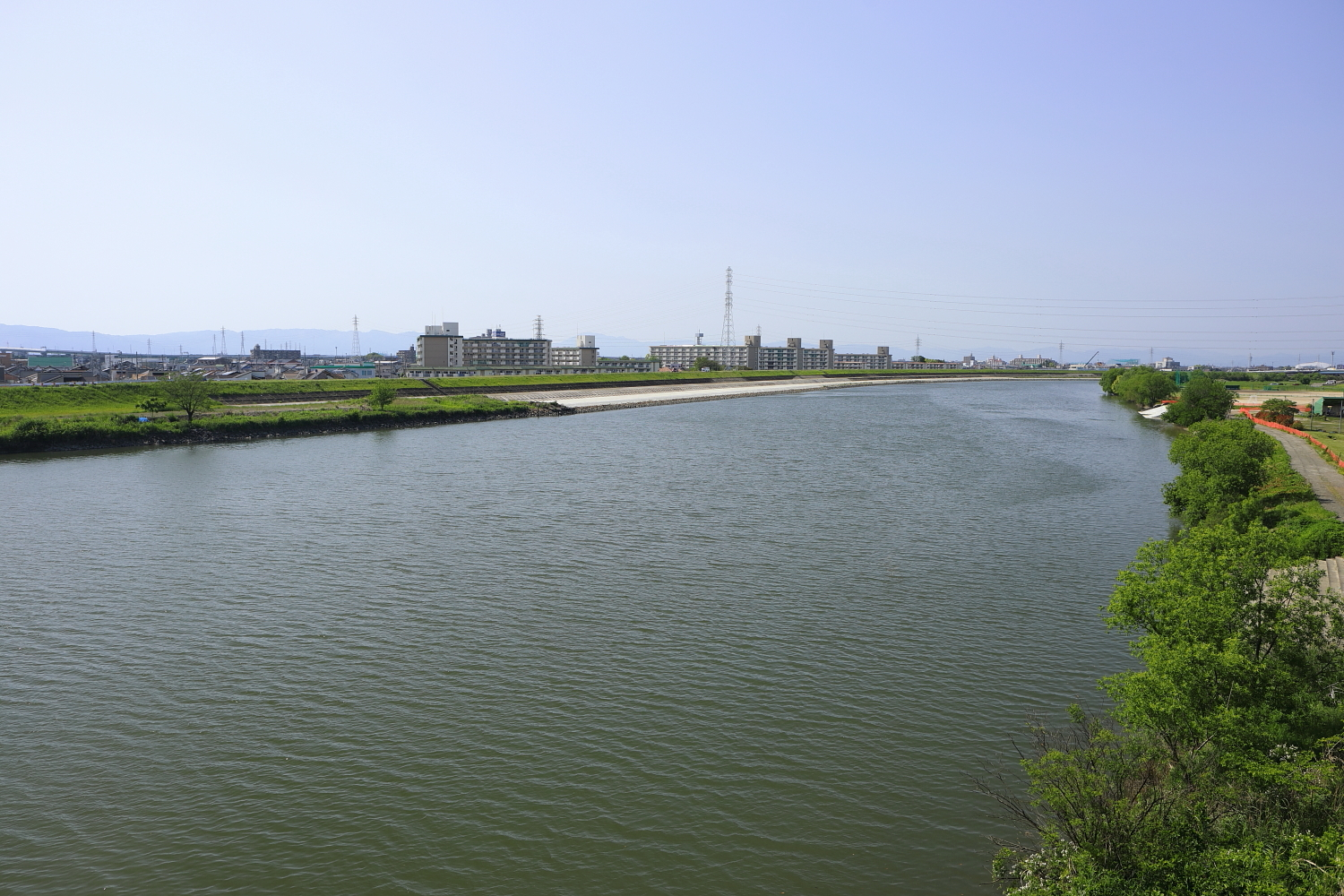
從萬場大橋望向庄内川

庄内川是日本岐阜縣與愛知縣的一級河川。全長96km。流域面積1,010km²。

## 名称
庄内川曾经被沿河各地称为土岐川、玉野川、胜川、枇杷岛川、番场川、一色川等等，并没有一个统一的叫法。庄内川这个叫法一般认为是在江户时代该河流经稻内庄、山田庄（今名古屋市北区及西区附近）、一色庄等农庄内，因此得名庄内。明治时代，为统一爱知县内各地对该河的不同称呼，选择了庄内川这个名字作为统一的称呼。而在岐阜县内，至今仍有人用“土岐川”这个名字称呼该河。

## 外部連結
- https://www.mlit.go.jp/river/toukei_chousa/kasen/jiten/nihon_kawa/0508_shonai/0508_shonai_00.html （页面存档备份，存于） - 国土交通省（日語）